# سوتشا
سوتشا (بالسلوفينية: Soča) أو إيزونتسو (بالإيطالية:  Isonzo) هو نهر يقع غرب سلوفينيا (96 كم أو 60 ميل) وشمال شرق إيطاليا (43 كم أو 27 ميل).